# Szelejewo Pierwsze
Szelejewo Pierwsze – wieś w Polsce położona w województwie wielkopolskim, w powiecie gostyńskim, w gminie Piaski.
W latach 1975–1998 miejscowość administracyjnie należała do województwa leszczyńskiego.

## Historia
- 1999 rok - powstaje Gimnazjum w Szelejewie. 1 września zostaje połączone wraz ze Szkołą Podstawową w Zespół Szkół w Szelejewie.

Zobacz też: Szelejewo, Szelejewo Drugie